# آئینه جنوب
هفته‌نامه آئینه جنوب اولین هفته‌نامه بوشهر پس از انقلاب ایران (در سال ۱۳۷۳) توسط محمد دادفر (نماینده اسبق بوشهر در مجلس شورای اسلامی) نشر و توزیع گردید که از همان شماره‌های اول، ضمن اطلاع‌رسانی، تاریخ و فرهنگ جنوب و بوشهر را به خوانندگان خود بازمی‌شناساند. آئینه جنوب پس از سال‌ها فعالیت در پایان کار خود به‌صورت یک روزنامه اصلاح‌طلب کشوری (روزنامه آئینه جنوب) درآمد که تنها با چاپ چند نسخه تعطیل گردید.
آیینه جنوب در سال ۷۳ با گسترهٔ انتشار «استان بوشهر» آغاز به کار کرد. در سال ۷۵ گسترهٔ انتشار نشریه به «جنوب ایران» تغییر یافت و استان‌های خوزستان و فارس را دربر گرفت. در سال ۷۷ روزنامه شد و در روز ۱۰ مرداد ۸۱ انتشار سراسری را در تهران صورت داد. در روز ۱۷ مرداد ۸۱ به دستور قاضی مرتضوی توقیف موقت شد و سرانجام در ۱۰ شهریور ۸۶ از کلیه اتهامات تبرئه گردید و اجازه انتشار یافت اما مدیر مسئول نشریه از انتشار مجدد خودداری کرد.
محمد دادفر هنگام راه اندازی آیینه جنوب دبیر ادبیات فارسی دبیرستان‌های بوشهر بود و توانست در سال ۱۳۷۹ به کرسی «نمایندگی مردم بوشهر» در مجلس شورای اسلامی دست یابد و یکی از نمایندگان عضو کمیسیون اصل ۹۰ (رسیدگی به شکایات مردم) مجلس ششم بود.